# Batraquedrídeos
Batraquedrídeos (Batrachedridae) são uma família de insectos da ordem Lepidoptera.